# Atletica leggera agli XI Giochi del Mediterraneo
Le gare di atletica leggera ai Giochi del Mediterraneo 1991 si sono svolte ad Atene. Precisamente si sono svolte 38 gare, 23 maschili e 15 femminili.

## Specialità

### Uomini
| Evento                            | Oro                                                           | Prestazione | Argento                 | Prestazione | Bronzo                | Prestazione |
| Corse piane                       |                                                               |             |                         |             |                       |             |
| 100 m (dettagli)                  | Ezio Madonia                                                  | 10"27       | Yannis Zisimedes        | 10"41       | Cenjiz Kavaklioglu    | 10"44       |
| 200 m (dettagli)                  | Stefano Tilli                                                 | 20"73       | Miguel Angel Gomez      | 20"76       | Sandro Floris         | 20"96       |
| 400 m (dettagli)                  | Olivier Noirot                                                | 45"41       | Fabio Grossi            | 45"93       | Abdellali Kasbane     | 45"99       |
| 800 m (dettagli)                  | Reda Abdenouz                                                 | 1'47"62     | Luis Javier Gonzales    | 1'47"84     | Tonino Viali          | 1'47"86     |
| 1 500 m (dettagli)                | Gennaro Di Napoli                                             | 3'42"80     | Rachid Labsir           | 3'43"06     | Zeki Ozturk           | 3'43"22     |
| 5 000 m (dettagli)                | Moulay Brahim Boutaib                                         | 13'29"64    | Khalid Skah             | 13'30"00    | Antônio Martins       | 13'38"08    |
| 10 000 m (dettagli)               | Hammou Boutayeb                                               | 28'24"19    | Francesco Bennici       | 28'38"19    | Khalid Boulami        | 28'52"84    |
| 3 000 m siepi (dettagli)          | Azzedine Brahmi                                               | 8'21"58     | Alessandro Lambruschini | 8'22"95     | Abdelaziz Sahere      | 8'24"15     |
| Corse ad ostacoli                 |                                                               |             |                         |             |                       |             |
| 110 m ostacoli (dettagli)         | Dan Philibert                                                 | 13"56       | Carlos Sala             | 13"64       | Fausto Frigerio       | 13"72       |
| 400 m ostacoli (dettagli)         | Stéphane Caristan                                             | 49"27       | Fabrizio Mori           | 49"85       | Mauro Maurizi         | 50"05       |
| Concorsi                          |                                                               |             |                         |             |                       |             |
| Salto in alto (dettagli)          | Othmane Belfaa                                                | 2,28 m      | Luca Toso               | 2,26 m      | Fabrizio Borellini    | 2,26 m      |
| Salto con l'asta (dettagli)       | Philippe d’Encausse                                           | 5,60 m      | Jean-Marc Tailhardat    | 5,60 m      | Marco Andreini        | 5,50 m      |
| Salto in lungo (dettagli)         | Kostas Koukodimos                                             | 8,26 m      | Fausto Frigerio         | 8,15 m      | Giovanni Evangelisti  | 7,89 m      |
| Salto triplo (dettagli)           | Marios Hadjiandreou                                           | 17,13 m     | Alex Norca              | 16,74 m     | Lofti Kaida           | 16,64 m     |
| Getto del peso (dettagli)         | Alessandro Andrei                                             | 19,38 m     | Luciano Zerbini         | 19,25 m     | Luc Viudès            | 19,05 m     |
| Lancio del disco (dettagli)       | Luciano Zerbini                                               | 60,10 m     | Marco Martino           | 59,82 m     | David Martínez        | 59,16 m     |
| Lancio del martello (dettagli)    | Raphaël Piolanti                                              | 75,10 m     | Enrico Sgrulletti       | 74,78 m     | Savvas Saritzoglou    | 70,06 m     |
| Lancio del giavellotto (dettagli) | Julián Sotelo                                                 | 76,04 m     | Fabio De Gaspari        | 73,10 m     | Charlus Bertimon      | 72,52 m     |
| Prove su strada                   |                                                               |             |                         |             |                       |             |
| Maratona (dettagli)               | Salah Quoquaiche                                              | 2h20'26"    | Gianluigi Curreli       | 2h20'54"    | Christos Sotiropoulos | 2h24'54"    |
| Marcia 20 km (dettagli)           | Maurizio Damilano                                             | 1h22'48"    | Daniel Plaza            | 1h23'51"    | Olegario Regitor      | 1h26'45"    |
| Prove multiple                    |                                                               |             |                         |             |                       |             |
| Decathlon (dettagli)              | Sasa Karan                                                    | 7771 punti  | Alper Kasapoglu         | 7650 punti  | Efthimios Andreoglou  | 7513 punti  |
| Staffette                         |                                                               |             |                         |             |                       |             |
| Staffetta 4x100 (dettagli)        | Italia Mario Longo Carlo Simionato Sandro Floris Ezio Madonia | 39"12       | Spagna                  | 39"39       | Francia               | 39"12       |
| Staffetta 4x400 (dettagli)        | Italia                                                        | 3'05"29     | Jugoslavia              | 3'07"48     | Marocco               | 3'09"25     |

### Donne
| Evento                            | Oro                  | Prestazione | Argento              | Prestazione. | Bronzo                | Prestazione |
| Corse piane                       |                      |             |                      |              |                       |             |
| 100 m (dettagli)                  | Paraskeuī Patoulidou | 11"48       | Maguy Nestoret       | 11"50        | Magalie Simioneck     | 11"53       |
| 200 m (dettagli)                  | Marisa Masullo       | 23"21       | Fabienne Ficher      | 23"40        | Valérie Jean-Charles  | 23"52       |
| 400 m (dettagli)                  | Julia Merino         | 51"88       | Véronique Poulain    | 52"85        | Francine Landre       | 53"43       |
| 800 m (dettagli)                  | Hassiba Boulmerka    | 2'01"27     | Frédérique Quentin   | 2'01"51      | Nadia Falvo           | 2'02"58     |
| 1 500 m (dettagli)                | Hassiba Boulmerka    | 4'08"17     | Irini Theodoridou    | 4'10"30      | Gabriella Dorio       | 4'10"63     |
| 3 000 m (dettagli)                | Roberta Brunet       | 8'45"68     | Nadia Dandolo        | 8'46"94      | Mina Maanaoui         | 9'22"94     |
| Corse ad ostacoli                 |                      |             |                      |              |                       |             |
| 100 m ostacoli (dettagli)         | Anne Piquereau       | 12"88       | Paraskeuī Patoulidou | 12"96        | Maria José Mardomingo | 13"34       |
| 400 m ostacoli (dettagli)         | Nezha Bidouane       | 55"13       | Irmgard Trojer       | 55"42        | Nadia Zatouani        | 57"57       |
| Concorsi                          |                      |             |                      |              |                       |             |
| Salto in alto (dettagli)          | Isabelle Chevalier   | 1,90 m      | Niki Gavera          | 1,87 m       | Nikī Bakogiannī       | 1,87 m      |
| Salto in lungo (dettagli)         | Tamara Malesev       | 6,60 m      | Valentina Ucchedu    | 6,52 m       | Isabel Lopez          | 6,14 m      |
| Getto del peso (dettagli)         | Margarita Ramos      | 17,71 m     | Agnese Maffeis       | 17,46 m      | Mara Rosolen          | 15,95 m     |
| Lancio del disco (dettagli)       | Agnese Maffeis       | 59,46 m     | Isabelle Devaluez    | 56,14 m      | Agnes Teppe           | 55,80m      |
| Lancio del giavellotto (dettagli) | Anna Verouli         | 60,34 m     | Nadine Auzeil        | 54,82 m      | Aysel Tas             | 54,34 m     |
| Staffette                         |                      |             |                      |              |                       |             |
| Staffetta 4x100 (dettagli)        | Francia              | 43"66       | Italia               | 43"67        | Grecia                | 44"77       |
| Staffetta 4x400 (dettagli)        | Francia              | 3'31"00     | Italia               | 3'33"68      | Spagna                | 3'34"21     |

RM= Record del Mondo
RG= Record dei Giochi

## Medagliere
| Posizione | Paese      |    |    |    | Totale |
| --------- | ---------- | -- | -- | -- | ------ |
| 1         | Italia     | 11 | 17 | 10 | 38     |
| 2         | Francia    | 9  | 8  | 8  | 25     |
| 3         | Algeria    | 5  | 0  | 1  | 6      |
| 4         | Marocco    | 4  | 2  | 6  | 12     |
| 5         | Spagna     | 3  | 5  | 5  | 13     |
| 6         | Grecia     | 3  | 3  | 5  | 11     |
| 7         | Jugoslavia | 2  | 1  | 0  | 3      |
| 8         | Cipro      | 1  | 1  | 0  | 2      |
| 9         | Turchia    | 0  | 1  | 3  | 4      |
| Totale    | Totale     | 38 | 38 | 38 | 114    |